# 18 (Moby)
| Recensione           | Giudizio |
| -------------------- | -------- |
| AllMusic             | [ 9 ]    |
| Robert Christgau     | *        |
| Entertainment Weekly | A−       |
| Pitchfork            | 2.6/10   |
| Q                    | [ 13 ]   |
| Blender              | [ 14 ]   |
| Rolling Stone        | [ 15 ]   |
| Slant Magazine       | [ 16 ]   |
| PopMatters           | [ 17 ]   |
| Cross Rhythms        | [ 18 ]   |
| Release Magazine     | [ 19 ]   |
| Piero Scaruffi       | [ 20 ]   |

18 è il sesto album in studio dal musicista statunitense di musica elettronica Moby pubblicato nel 2002. Esso è un prosieguo concettuale dell'opera precedente, Play, da cui si rifà soprattutto per il metodo compositivo, basato su campionamenti di brani folk attorno a cui ruotano tutti gli altri strumenti e arrangiamenti. Furono estratti sei singoli, di cui quello di maggior successo fu We Are All Made of Stars, che ha raggiunto il numero 11 nella Official Singles Chart. Caratteristica peculiare dell'intero lavoro è la presenza massiccia di numerosi cantanti ospiti come Azure Ray, MC Lyte, Angie Stone, e Sinead O'Connor.
La critica, all'inizio, accolse bene l'album, ma poi affermò che esso ricalcava troppo i dischi precedenti ed era quindi privo di ispirazione. Comunque, esso ha debuttato al numero 1 nel Regno Unito e in molti altri paesi europei. Ha anche raggiunto la posizione numero 4 della Billboard 200, guadagnandosi il disco d'oro e il disco di platino in oltre 30 paesi e vendendo più di cinque milioni di copie in tutto il mondo.
Musicalmente, si compone di diciotto tracce (da cui quindi il titolo) molto varie tra di loro, come nei precedenti Play e Animal Rights che si possono classificare entro tre generi: 
- alcune canzoni presentano sonorità tipiche rock come We Are All Made of Stars, la hit di 18; Extreme Ways, usata come colonna sonora nella saga di Jason Bourne; Jam For the Ladies.
- altre sono più calme e tipiche delle produzioni dell'artista newyorkese, in cui a dominare la scena sono gli archi e sono In This World; In My Heart; The Great Escape dove è Azure Ray che canta, accompagnata da un violoncello; Signs of Love; One of These Mornings; Another Woman; Sunday (The Day Before my Birthday), composta il giorno dopo l'attacco alle Torri Gemelle; Sleep Alone; At Last We Tried; Harbour; The Rafters, pezzo che ha figurato nella ost del film "Sharkwater"; I'm Not Worried at All.
- altre ancora sono prettamente ambient come la title track e Fireworks.

## Tracce
1. We Are All Made of Stars – 4:32
2. In This World (feat. Jennifer Price) – 4:02
3. In My Heart (feat. The Shining Light Gospel Choir) – 4:36
4. Great Escape (feat. Azure Ray) – 2:09
5. Signs of Love – 4:25
6. One of These Mornings (feat. Dianne McCaulley) – 3:12
7. Another Woman (feat. Barbara Lynn) – 3:56
8. Fireworks – 2:13
9. Extreme Ways – 3:57
10. Jam for the Ladies (feat. MC Lyte, Mic Geronimo & Angie Stone) – 3:22
11. Sunday (The Day Before My Birthday) (feat. Sylvia Robinson) – 5:09
12. 18 – 4:28
13. Sleep Alone – 4:45
14. At Least We Tried (feat. Freedom Bremner) – 4:08
15. Harbour (feat. Sinéad O'Connor) – 6:27
16. Look Back In – 2:20
17. Rafters (feat. Shauna e Lorraine Philips) – 3:22
18. I'm Not Worried at All (feat. The Shining Light Gospel Choir) – 4:11

## Nei mass-media e film
- La canzone One Of These Mornings (in una versione con la voce di Patti LaBelle) è stata utilizzata all'inizio e alla fine della puntata di Torchwood "To the Last Man", così come in alcuni episodi di "Senza traccia", nel film "Miami Vice". E inoltre nella seconda puntata della prima stagione della serie televisiva italiana Solo
- Extreme Ways si può udire ad ogni finale della saga Bourne, e come colonna sonora finale della serie TV A casa tutti bene - La serie
- Il brano We Are All Made of Stars è stato utilizzato nel videogioco NHL Hitz 20-03.
- 18 è sentibile nel documentario "Earthlings", e anche in diversi episodi delle soap opera argentine, Rebelde Way e Flor - Speciale come te.
- Il brano Sunday (The Day Before My Birthday) è stato utilizzato nel film Anything Else di Woody Allen.
- In My Heart è presente nelle pubblicità della Nokia Nseries e nel trailer del film La ricerca della felicità.

## Posizioni in classifica
| Classifica (2002) | Posizione |
| ----------------- | --------- |
| Australia         | 1         |
| Austria           | 1         |
| Fiandre           | 1         |
| Vallonia          | 2         |
| BillboardCanada   | 1         |
| Danimarca         | 1         |
| Paesi Bassi       | 2         |
| Finlandia         | 5         |
| Francia           | 1         |
| Germania          | 1         |
| Italia            | 2         |
| Nuova Zelanda     | 1         |
| Norvegia          | 2         |
| Spagna            | 95        |
| Svezia            | 3         |
| Svizzera          | 1         |
| UK                | 1         |
| Billboard200      | 1         |